# You’ll Be Alright, Kid
You’ll Be Alright, Kid — дебютный студийный альбом американского певца и автора песен Алекса Уоррена, релиз которого состоялся 18 июля 2025 года на лейбле Atlantic. Альбом является продолжением его мини-альбома 2024 года «You'll Be Alright, Kid» (Chapter 1), расширяя его тематику и добавляя 10 новых треков, в результате чего получается сборник из 21 песни. В качестве приглашённых исполнителей в альбоме выступили Jelly Roll и Розэ.

## Релиз и продвижение
26 сентября 2024 года состоялся релиз мини-альбома из десяти треков «You'll Be Alright, Kid» (Chapter 1), который предшествовал You'll Be Alright, Kid. Мини-альбом получил золотые сертификаты от BPI, Music Canada и NVPI. 
7 февраля 2025 года песня «Ordinary» вышла в качестве главного сингла альбома «You'll Be Alright, Kid». Она также вошла в цифровое переиздание «You'll Be Alright, Kid» (Chapter 1). Песня получила платиновый статус  от Австралийской ассоциации звукозаписывающей индустрии, Британской ассоциации производителей фонограмм и Recorded Music NZ. Второй сингл альбома, «Bloodline», записанный совместно с Jelly Roll, вышел 22 мая 2025 года.
Мини-альбом «You'll Be Alright Kid» (Chapter 1) дебютировал на 62-м месте в американском чарте альбомов Billboard 200, позже достигнув 13-го места. EP также занял 3-е место в канадском чарте альбомов Canadian Albums Chart, 9-е место в британском чарте альбомов UK Albums Chart и 38-е место в итальянском чарте альбомов. Лид-сингл «Ordinary» возглавил несколько чартов, включая Billboard Hot 100, Canadian Hot 100 и Global 200. «Bloodline» занял 32-е место в Billboard Hot 100 и 19-е место в Global 200.
17 июля 2025 года, за день до официального релиза во всем мире, альбом был впервые представлен почти в 4000 ресторанов Chipotle Mexican Grill.

## Мнение критиков
| Оценки критиков | Оценки критиков |
| Источник        | Оценка          |
| --------------- | --------------- |
| Pitchfork       | 5/10            |
| Rolling Stone   | [ 24 ]          |
| Showbiz by PS   | 3.0/10          |

«You'll be Alright, Kid» в целом получил неоднозначные отзывы критиков. В рецензии журнала Rolling Stone, поставившей три звезды из пяти, Маура Джонстон описала альбом как «завязший в самоуверенности седого пост-гранжа и рок-н-ролльного фолк-попа», указав на отсутствие музыкальной оригинальности , но отметив творческий потенциал Уоррен. Ханна Джоселин из Pitchfork положительно отметила аффективную интимность песен Уоррена, но раскритиковала большую часть «анонимности» альбома, назвав её «волновой тенденцией к грустной музыке схожей с творчеством Хозиера». Она также отметила, что, несмотря на влияние современной музыки богослужения, которая «постепенно доводит до состояния экстаза», творчеству Уоррена «не хватает терпения», поскольку песни «обычно достигают своего предела в течение первой минуты».

## Список композиций
Слова и музыка всех песен — Все треки написаны Адамом Яроном, Кэлом Шапиро, Магсом Дювалем и Алексом Уорреном, если не указаны другие авторы..
| №   | Название                             | Автор(ы)                                                     | Длительность |
| --- | ------------------------------------ | ------------------------------------------------------------ | ------------ |
| 1.  | «Eternity»                           |                                                              | 3:09         |
| 2.  | «The Outside»                        |                                                              | 3:03         |
| 3.  | «First Time on Earth»                |                                                              | 2:41         |
| 4.  | «Bloodline» (совместно с Jelly Roll) | Уоррен Ярон Шапиро Jelly Roll Дювал                          | 3:02         |
| 5.  | «Never Be Far»                       |                                                              | 3:17         |
| 6.  | «Ordinary»                           |                                                              | 3:06         |
| 7.  | «Everything»                         |                                                              | 2:48         |
| 8.  | «Getaway Car»                        |                                                              | 3:04         |
| 9.  | «Who I Am»                           |                                                              | 3:22         |
| 10. | «You Can't Stop This»                | Уоррен Ярон Шапиро Дювал Macklemore Рэй Далтон Райан Льюис   | 2:41         |
| 11. | «On My Mind» (совместно с Розэ)      | Уоррен Eskeerdo [англ.] Розэ Джон Райан [англ.] Ammo [англ.] | 3:09         |

| №   | Название                 | Автор(ы)                                 | Длительность |
| --- | ------------------------ | ---------------------------------------- | ------------ |
| 12. | «Burning Down»           |                                          | 2:59         |
| 13. | «Catch My Breath»        |                                          | 3:12         |
| 14. | «Carry You Home»         |                                          | 2:46         |
| 15. | «Troubled Waters»        |                                          | 3:17         |
| 16. | «Heaven Without You»     |                                          | 3:22         |
| 17. | «Before You Leave Me»    | Ярон Уоррен Чарли Ориайн Ролло Армстронг | 2:56         |
| 18. | «Save You a Seat»        | Ярон Шапиро Уоррен                       | 3:17         |
| 19. | «Chasing Shadows»        | Ярон Нолан Сайп [англ.] Уоррен           | 2:44         |
| 20. | «Yard Sale»              | Ярон Сайп Уоррен                         | 2:54         |
| 21. | «You'll Be Alright, Kid» | Сайп Уоррен Алекс Уилке                  | 2:29         |

## Чарты
| Чарт (2025)                               | Высшая позиция |
| ----------------------------------------- | -------------- |
| Австралия Australian Albums (ARIA)        | 2              |
| Канада (Canadian Albums Chart)            | 3              |
| Чехия (ČNS IFPI)                          | 5              |
| Дания Danish Albums (Hitlisten)           | 6              |
| Венгрия (MAHASZ)                          | 5              |
| Исландия Icelandic Albums (Tónlistinn)    | 19             |
| Италия Italian Albums (FIMI)              | 18             |
| Литва Lithuanian Albums (AGATA)           | 59             |
| Нигер Nigerian Albums (TurnTable)         | 28             |
| Норвегия Norwegian Albums (IFPI Norge)    | 1              |
| 35                                        |                |
| Словакия Slovak Albums (ČNS IFPI)         | 5              |
| Spanish Albums (PROMUSICAE)               | 26             |
| Швеция Swedish Albums (Sverigetopplistan) | 12             |
| Великобритания UK Albums (OCC)            | 1              |
| США (Billboard 200)                       | 5              |

## Сертификация
| Регион                                                                      | Сертификация | Продажи |
| --------------------------------------------------------------------------- | ------------ | ------- |
| Канада (Music Canada)                                                       | Платиновый   | 80 000  |
| США (RIAA)                                                                  | Золотой      | 500 000 |
| Данные о продажах + прослушиваниях приведены только на основе сертификации. |              |         |